# Saroba pansa
Saroba pansa là một loài bướm đêm trong họ Noctuidae.